# Suleima mendaciana
Suleima mendaciana is een vlinder uit de familie van de bladrollers (Tortricidae). De wetenschappelijke naam van de soort is voor het eerst geldig gepubliceerd in 1983 door Blanchard & Knudson.